# Trachea kosakka
Trachea kosakka là một loài bướm đêm trong họ Noctuidae.